# 圣莫里斯莱布鲁斯
圣莫里斯莱布鲁斯（法語：Saint-Maurice-les-Brousses，法語發音：[sɛ̃ moʁis le bʁus]）是法国新阿基坦大区上维埃纳省的一个市镇，属于利摩日区。

## 地理
圣莫里斯莱布鲁斯（45°41'58"N, 1°14'10"E）面积10.87 平方千米，位于法国新阿基坦大区上维埃纳省，该省份为法国中西部省份，北起顺时针与安德尔省、克勒兹省、科雷兹省、多爾多涅省、夏朗德省和维埃纳省接壤。
与圣莫里斯莱布鲁斯接壤的市镇（或旧市镇、城区）包括：雅纳亚克、茹尔尼亚克、内克松、圣让利古尔、勒维让。

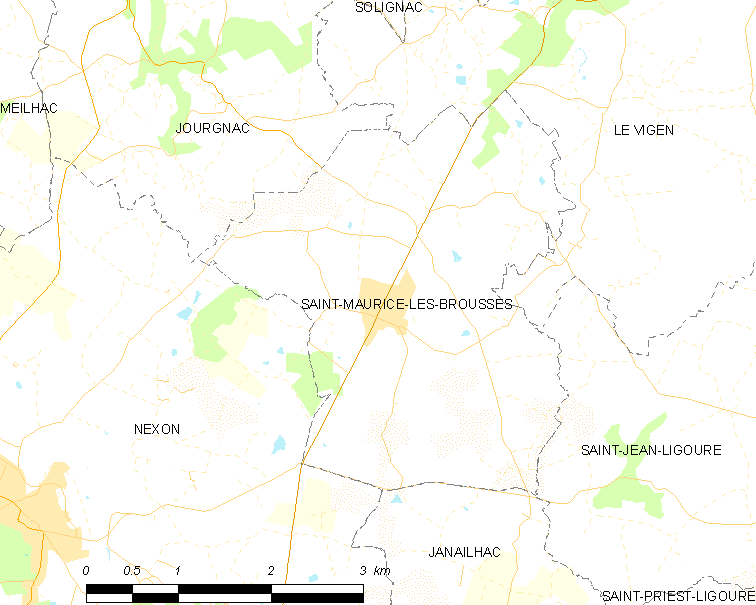
圣莫里斯莱布鲁斯的OSM定位图

圣莫里斯莱布鲁斯的时区为UTC+01:00、UTC+02:00（夏令时）。

## 行政
圣莫里斯莱布鲁斯的邮政编码为87800，INSEE市镇编码为87169。

## 政治
圣莫里斯莱布鲁斯所属的省级选区为维埃纳河畔孔达县。

## 人口

1962-2008年间圣莫里斯莱布鲁斯人口变化图示

圣莫里斯莱布鲁斯于2022年1月1日时的人口数量为1041人。